# Déclaration commune sino-portugaise sur la question de Macao
La Déclaration conjointe sino-portugaise sur la question de Macao, aussi appelée simplement Déclaration commune luso-chinoise (nom officiel et complet : Déclaration commune du gouvernement de la République portugaise et du gouvernement de la république populaire de Chine sur la question de Macao), est un traité international bilatéral signé à Pékin, le 13 avril 1987 par Aníbal Cavaco Silva en tant que Premier ministre du Portugal et Zhao Ziyang en tant que représentant du gouvernement de la république populaire de Chine. Elle fait suite au traité sino-portugais de Pékin du 1er décembre 1887, cédant le territoire de Macao au Portugal pour 99 ans.
Elle a été paraphée à Pékin le 26 mars 1987 par le représentant du Portugal, l'ambassadeur Rui Medina, et le représentant de la république populaire de Chine, le vice-ministre des Affaires étrangères, M. Zhou Nan, et approuvée par ratification par la résolution AR 25/87.
Le texte de la déclaration commune, ci-jointe, a été republié dans le décret no 113, Série I, du 16 mai 1988-Supplément. Ratifié par le décret du PR 38-A/87.
Publié dans le décret no 286, Série I, du 14 décembre 1987. Supplément 3, et corrigé dans le décret no 23, série I, du 28 janvier 1988.
Enfin publié au Journal officiel de Macao no 23 - 3e du complément, en date du 7 juin 1988, déposée par les deux parties, à l'ONU, Organisation des Nations unies.

## Garanties

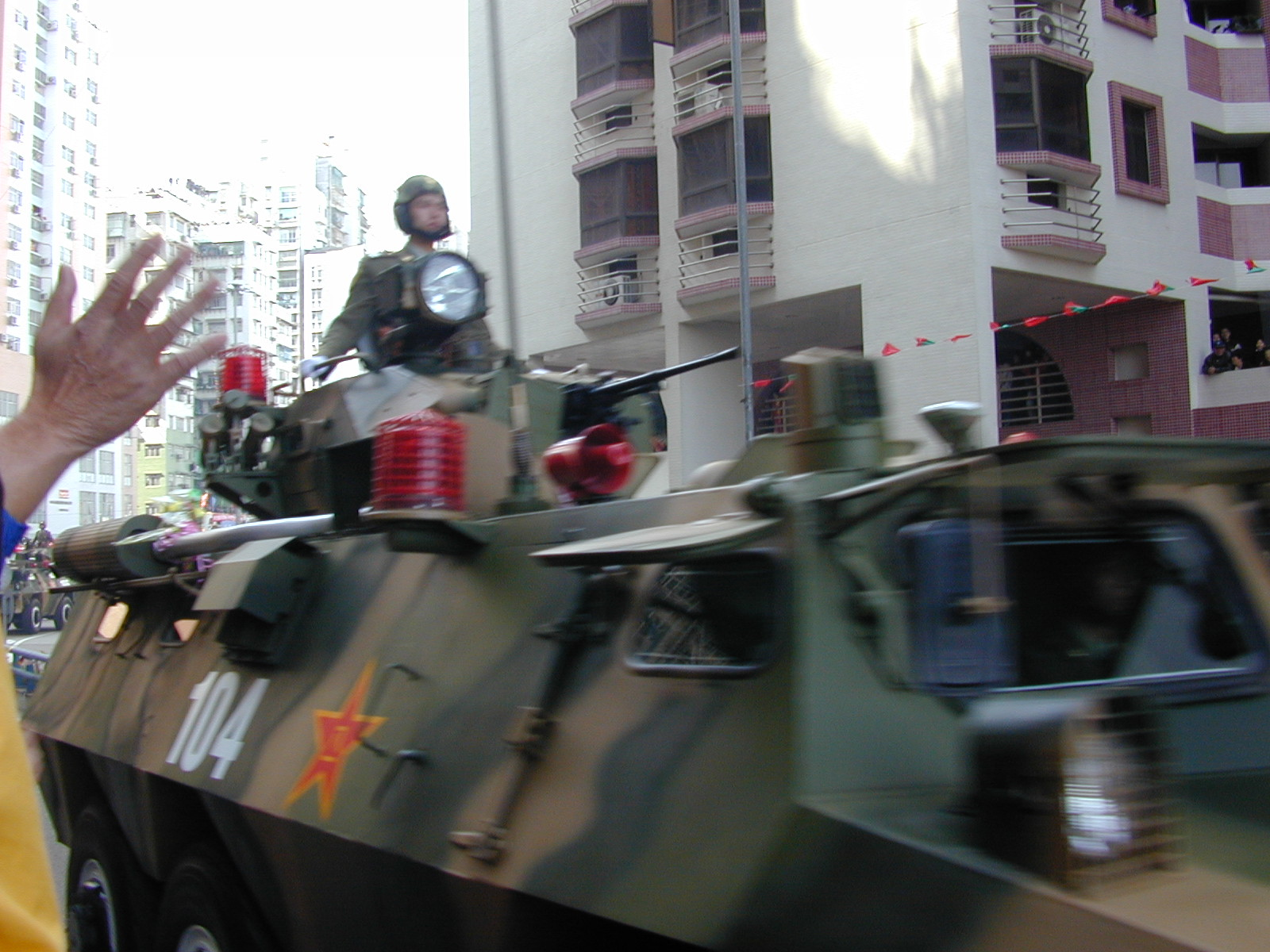
Entrée de l'armée populaire de libération à Macao le 20 décembre 1999.

La déclaration conjointe prévoit que Macao était un « territoire chinois sous administration portugaise » et que la rétrocession de Macao à la république populaire de Chine est prévue pour le 20 décembre 1999, soit 112 ans après l'accord de concession de 99 ans. Après la rétrocession, Macao serait alors une région administrative spéciale chinoise, avec un degré élevé d'autonomie. Dans cet accord bilatéral, ont été signés une série de compromis entre le Portugal pour Macao, en garantissant un haut degré d'autonomie et la conservation des spécificités du territoire pour 50 ans. Il s'agit notamment de la préservation de leur propre développement social, économique, financier et fiscal (basé sur le capitalisme, qui diffère du système socialiste chinois), les droits, devoirs et libertés de ses citoyens, sa propre monnaie (Pataca), de son propre système d'immigration et des frontières et de sa propre police. Ce qui signifie que la déclaration commune continue d'avoir effet jusqu'à la fin de cette période de 50 ans, et ne disparaîtra pas même après le transfert de la souveraineté du Portugal à la Chine.
Elle fait également en sorte que tous les agents administratifs et les dirigeants politiques sont des résidents permanents de Macao, et non pas des personnes et des dirigeants politiques et administratifs de l'appareil politique chinois.
Elle précise que l'autorité est, comme dans la plupart des systèmes politiques, en trois parties distinctes : l'exécutif (chef de l'exécutif de Macao et gouvernement), le législatif (Assemblée législative de Macao) et juridique (tribunaux).